# Окутама (Токіо)

35°48′35″ пн. ш. 139°5′47″ сх. д. / 35.80972° пн. ш. 139.09639° сх. д.
Окута́ма (яп. 奥多摩町, おくたままち, МФА: [okutama mat͡ɕi̥]) — містечко в Японії, в повіті Нісі-Тама префектури Токіо. Станом на 1 жовтня 2008 площа містечка становила 225,63 км². Станом на 1 січня 2009 населення містечка становило 5917 осіб.